# Bengölen, Östergötland
Bengölen är en sjö i Linköpings kommun i Östergötland och ingår i Motala ströms huvudavrinningsområde.